# Eleuterococ
L'eleuterococ, eleuter o ginseng siberià (Eleutherococcus senticosus) és una planta dicotiledònia de la família de les araliàcies, nativa del Nord-est d'Asia. En medicina xinesa és coneguda com a cì wǔ jiā (刺五加) i té un efecte farmacològic igual que el Ginseng. E. senticosus és una nova aportació a la medicina natural occidental, però s'ha guanyat ràpidament una reputació similar a la del més conegut i més car ginseng xinès.

## Etimologia
No existeix massa informació el seu origen etimològic, ja que prové de comunitats primitives de Sibèria. El seu nom xinès hung qi prové de hung= "groc" i qi=" energia ancestral".

## Distribució i ecologia
Aquesta planta creix als vessants de les muntanyes de Sibèria i zones properes de la Xina, Japó i Corea, per això també se l'anomena Ginseng siberià.
Creix en boscos de coníferes de muntanya, formant-se sota la mala herba o en grups en les garrigues i les vores dels boscos. A vegades es troba en rouredes al peu dels penya-segats, rarament el trobarem al cims. És molt tolerant a diferents tipus de sòls, però hi predomina en zones sorrenques, de llims i d'argiles normalment de baix valor nutricional. Tolera tant el sol com l'ombra.

## Descripció botànica

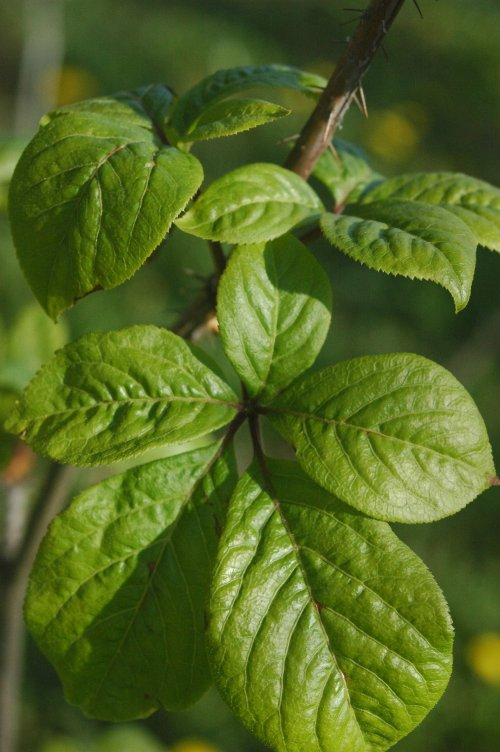
Fulles de lEleutherococcus senticosus

L'Eleutherococcus senticosus és un arbust caducifolic d'un a tres metres d'alçada molt ramificat i espès. Tota la planta està recoberta d'espines pàl·lides que surten cap avall. Les fulles són compostes, agrupades de cinc en cinc formant una espècie de palma. Tenen els foliols ovalats i amb els marges serrats.
Conté una arrel i els rizomes bastant grans, que comprenen un terç del pes total de la planta.
Floreix al juliol en la majoria dels hàbitats. Les flors són hermafrodites, petites i agrupades en umbel·les globoses. Les flors femenines són grogues i les masculines són violàcies.
Són pol·linitzades per insectes.
El fruit és una baia de color gris fosc o negre.

## Droga
La droga o la part utilitzada de l'Eleutherococcus senticosus és, igual que el Ginseng, l'escorça de l'arrel que es recol·lecta a la tardor i es deixa assecar a l'ombra.

## Farmacologia

### Composició química
- - Eleuterans: són glucans, cadenes de glucòsids similars als panaxans del ginseng.
  - Eleuteròsids: són heteròsids de glucosa i diferents aglicons. Eleuteròsids A (daucosterol, glucòsid del β-sisterol), B (heteròsid de la isofraxidina), D, E (heteròsids del siringaresinol), I, K, L, M (saponòsids derivats de l'àcid oleanòlic). Els eleuteròsids B, D i E suposen el 80% del total.
  - Fitoestrogen|Fitoestrògens amb una possible aplicació en cosmetologia.

### Accions farmacològiques i ús medicinal
Presenta accions similars al ginseng, però amb menor activitat en general. Es considera equilibrant i un antiestrès. També és hipoglucemiant, el seu ús continu dona vigor, augmenta la memòria i la gana. El poder adaptogen (estimula el Sistema nerviós central, augmenta el rendiment físic i intel·lectual, incrementa la resistència inespecífica a les malalties, redueix la freqüència de les malalties degudes al fred i l'esgotament) és inferior al ginseng però s'ha utilitzat àmpliament per a augmentar el rendiment físic dels esportistes. També millora l'estat general dels malalts oncològics sotmesos a quimioteràpia o radioteràpia.
S'han dur a terme experiments en laboratoris on s'ha pogut determinar que 
l'Eleutherococcus senticosus té un important efecte antidepressiu en les rates.

### Toxicitat i Efectes secundaris
Diversos estudis de toxicitat han posat de manifest que el ginseng siberià no és tòxic, no obstant té diversos efectes secundaris en pacients amb altres malalties. Pot causar insomni, canvis de ritme cardíac, taquicàrdies i ansietat.

### Contraindicacions
Es recomana que els individus nerviosos, tensos, histèrics o esquizofrènics evitin l'ús del ginseng siberià. Igual que el ginseng, es recomana fer descansos entre tractaments i no administrar en la segona part del cicle menstrual, ni en casos on no convingui l'efecte estrogènic. Tampoc s'hauria de prendre amb estimulants com el cafè o drogues antipsicotiques i durant el tractament d'hormones.

## Història
Se sap que als astronautes soviètics se'ls administrava l'arrel de l'euterococ en els seus viatges a l'espai per dotar-los de força i resistència.
En general és molt apreciada pels habitants de les fredes regions del nord de la Xina i Sibèria per ser considerada un remei natural contra l'extenuació.